# Potencia (bicicleta)

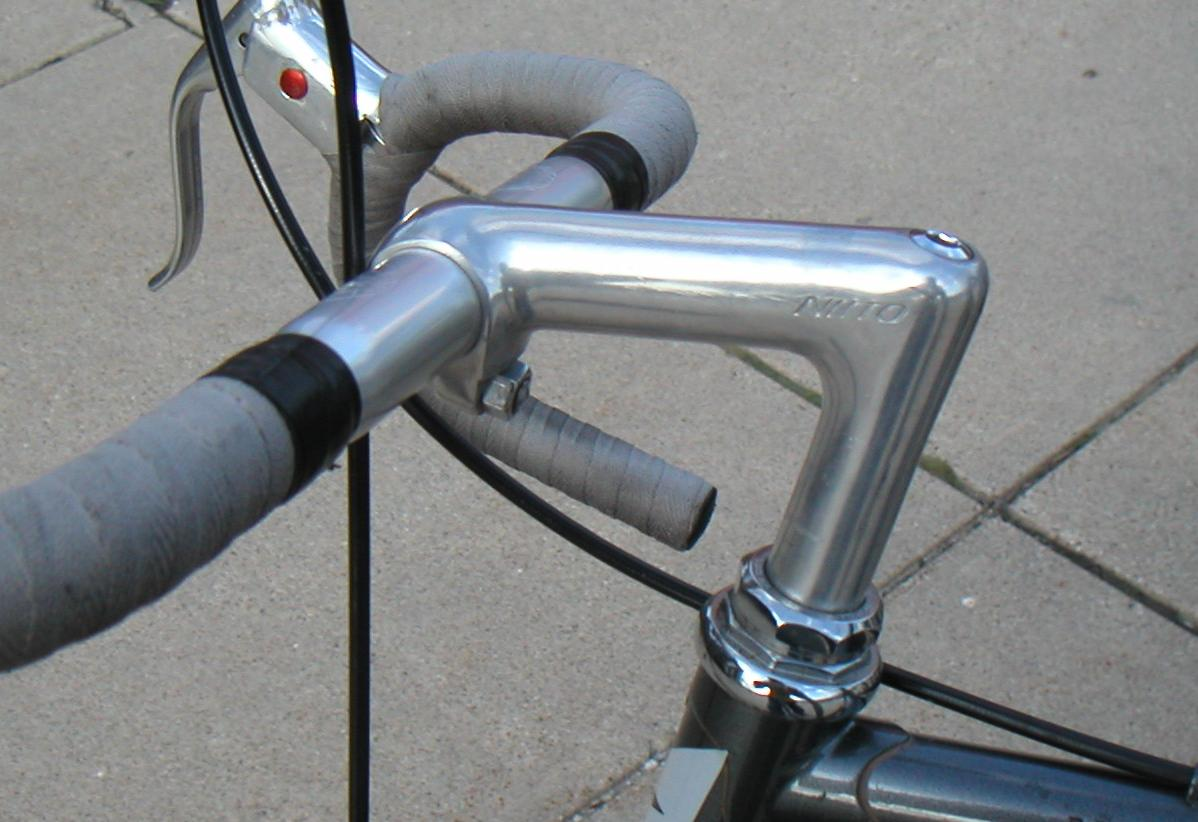
Potencia con rosca
La potencia se inserta dentro del tubo de dirección

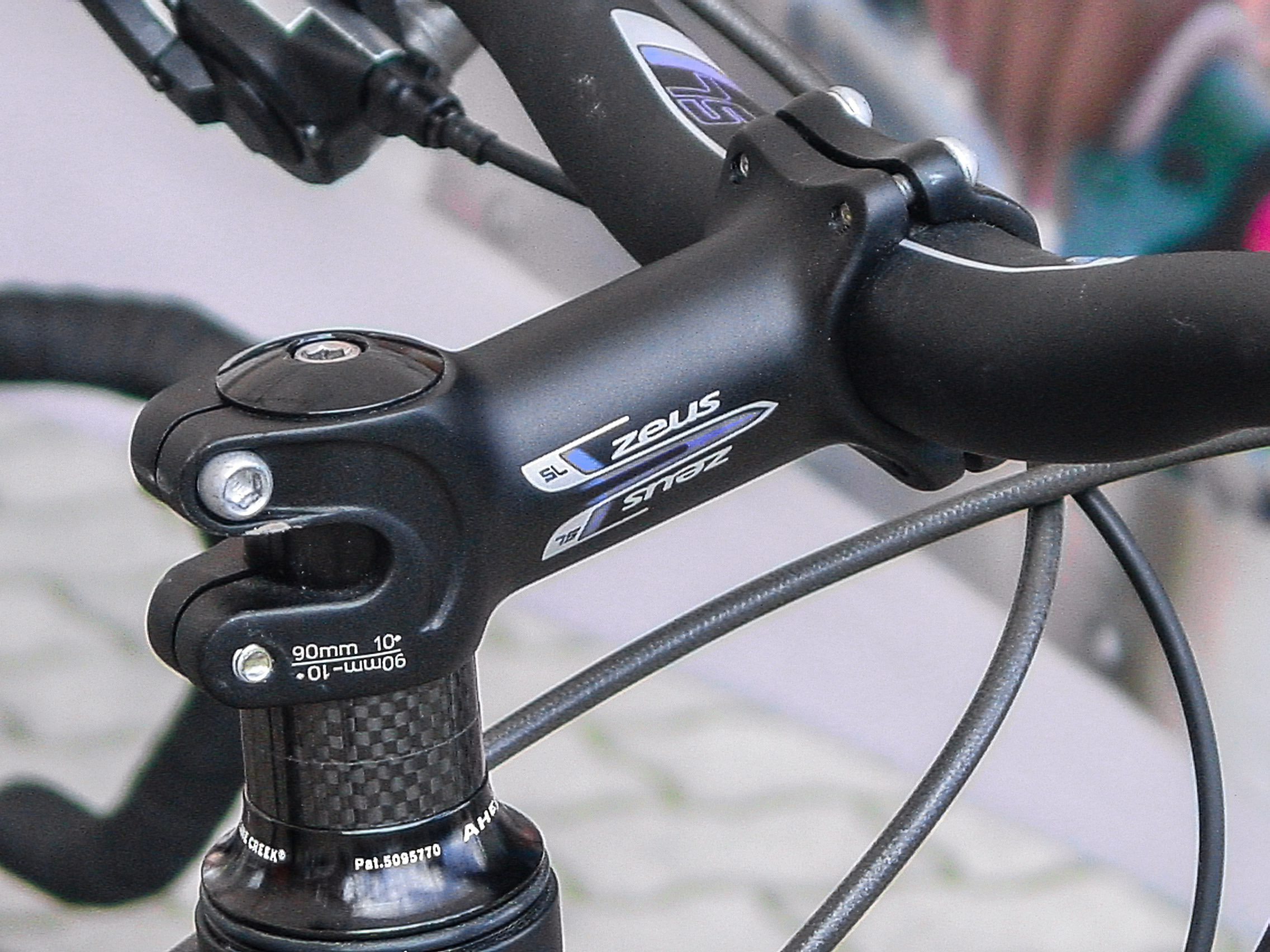
Potencia Ahead (sin rosca)
La potencia abraza el tubo de dirección desde el exterior

La potencia, también llamada tija del manillar (o tija del manubrio), une la horquilla a través del tubo de dirección (y el cuadro de la bicicleta) al manillar. La forma y el tamaño de la potencia determinan la posición del ciclista.

## Tipos
Hay dos tipos básicos de potencia según la forma de unirla al cuadro: las que tienen una cuña y las que se aprietan por fuera, siendo este último tipo conocido como sistema «ahead». Cada tipo es compatible con unos ciertos diseños de rodamientos y horquillas.
- Potencia con cuña: el tradicional de los dos estilos de la potencia del manillar, en el que la potencia se inserta dentro de un tubo de dirección roscado el cual no se extiende por encima del tubo frontal. Este estilo ha sido desplazado como estándar en la industria de bicicletas deportivas, sin embargo, sigue siendo estándar en la mayoría de las bicicletas urbanas (independientemente de su precio), en las bicicletas deportivas económicas y en las bicicletas retro de gama alta. En este tipo de potencia, la medida habitual del tubo de la horquilla es de 1 pulgada (2,54 cm). La llave para el ajuste de la potencia con cuña al tubo frontal en la mayoría de las bicicletas es una hexagonal de 6 milímetros o una de 13 mm. (La horquilla se asegura con 2 llaves de 32 mm, aunque en las bicicletas de montaña es habitual la de 36 mm.[1]) Una ventaja de las potencias con cuña es la posibilidad de ajustar la altura del manillar, al existir un margen de inserción del tubo de la potencia que va dentro de la horquilla de la dirección. La cuña puede ser triangular sesgada o cónica.

- Potencia sin rosca: El tubo de la horquilla es totalmente liso, sin rosca alguna y sobresale varios centímetros. La potencia es, en este modelo, una pieza cilíndrica de unos 5 a 15 cm que une la horquilla con el manillar y que, poniendo espaciadores, puede desplazarse sobre el eje vertical de la horquilla para su colocación a la medida del ciclista. Al apretar los tornillos de la potencia ésta abraza el tubo de la horquilla y la dirección queda «atrapada» en medio y bien sujeta. Una vez colocada la potencia a la medida deseada es habitual cortar el sobrante del tubo de dirección de la horquilla que queda por encima de aquella por motivos de estética, impidiendo (a diferencia de lo que ocurre en los modelos roscados) la posilidad posterior de ajustar el manillar. La medida del tubo de la horquilla más usada actualmente en este tipo de potencias es de 1-1/8 pulgadas (2,86 cm). Las potencias vienen en ángulos de  de 0° o 30° y se pueden invertir. Su principal desventaja es que antes de ajustar la potencia «ahead» se debe ajustar el juego de la horquilla con la tapita superior. Por eso el corte del sobrante mencionado líneas arriba es algo más abajo que el límite superior. Existen en el mercado adaptadores de uno a otro sistema.

- Potencia integrada: Este tipo de potencia, también denominada Direct Mount, se utiliza únicamente en horquillas de "doble pletina", y no van insertadas sobre la dirección, sino que van ancladas a la propia "pletina" de la horquilla. Tienen una longitud estándar de 50 mm, aunque hay modelo de 0 mm en la que el manillar va justamente encima de la dirección, de 40 mm y de 60 mm. El diámetro del manillar es de 31,8 mm y permiten un ángulo de inclinación de manillar de 0° o 15°.